# Nuwara Eliya
Nuwara Eliya (em cingalês: නුවර එළිය; romaniz.: nuvara eḷiya, AFI: /nuwərə ɛlijə/; em tâmil: நுவரெலியா) é uma cidade na região montanhosa do centro do Seri Lanca, que é a capital do distrito homónimo da província Central. É conhecida pelas suas paisagens pitorescas, pelo seu clima temperado (o mais frio do país) e pelas plantações de chá (a região é o local mais importante de produção de chá do Seri Lanca).
Situa-se a 1 868 m de altitude, cerca de 75 km a sul-sudeste de Cândia e 160 km a leste de Colombo (distâncias por estrada). A cidade é dominada pelo Pidurutalagala (monte Pedro), a montanha mais alta do país. O seu nome significa "cidade na planície" ou "cidade da luz".

## História
Nuwara Eliya foi fundada em 1846 por Samuel White Baker, o explorador inglês do lago Alberto e o alto Nilo. O clima local fez com que a cidade se tornasse uma das duas principais hill stations (estância de montanha) do Ceilão, popular entre os funcionários coloniais e donos de plantações. Nuwara Eliya, conhecida como Pequena Inglaterra, era o local de recreio onde os colonos britânicos passavam os seus tempos livres em atividades como Polo, golfe, críquete e caça à raposa, de veados e de elefantes.
Muitos dos edifícios conservam características do período colonial, como é o caso da Queen's Cottage, a Casa do General, o Grand Hotel, o St. Andrew's Hotel, o Hill Club e o edifício dos correios. Os novos hotéis são frequentemente construídos e mobilados em estilo colonial e muitas casas privadas conservam os seus relvados e jardins de estilo inglês.

## Demografia
A maioria da população de Nuwara Eliya é de etnia cingalesa, mas há outros grupos étnicos com população significativa, nomeadamente tamiles cingaleses e tamiles indianos.
| Grupo étnico                          | População | %     |
| ------------------------------------- | --------- | ----- |
| Cingaleses                            | 19 157    | 44,5% |
| Tamiles cingaleses                    | 9 557     | 22,2% |
| Tamiles indianos                      | 9 101     | 21,1% |
| Mouros cingaleses                     | 4 629     | 10,8% |
| Outros (incluindo burghers e malaios) | 606       | 1,4%  |
| Total                                 | 43 050    | 100%  |

## Clima
Devido à sua altitude elevada, Nuwara Eliya tem um clima subtropical de montanha (classificação de Köppen Cfb) sem estação seca pronunciada, uma estação de monção com muitas nuvens e uma temperatura média anual de 19,5 °C. A chuva ocorre ao longo de todo o ano, mesmo durante os meses mais secos e a precipitação média anual de 2 250 mm. Nas noites de inverno por vezes há geada, que se dissipa rapidamente durante o dia devido à subida de temperatura.
| Dados climatológicos para Nuwara Eliya (1991–1990; recordes: 1869–2016)                     | Dados climatológicos para Nuwara Eliya (1991–1990; recordes: 1869–2016) | Dados climatológicos para Nuwara Eliya (1991–1990; recordes: 1869–2016) | Dados climatológicos para Nuwara Eliya (1991–1990; recordes: 1869–2016) | Dados climatológicos para Nuwara Eliya (1991–1990; recordes: 1869–2016) | Dados climatológicos para Nuwara Eliya (1991–1990; recordes: 1869–2016) | Dados climatológicos para Nuwara Eliya (1991–1990; recordes: 1869–2016) | Dados climatológicos para Nuwara Eliya (1991–1990; recordes: 1869–2016) | Dados climatológicos para Nuwara Eliya (1991–1990; recordes: 1869–2016) | Dados climatológicos para Nuwara Eliya (1991–1990; recordes: 1869–2016) | Dados climatológicos para Nuwara Eliya (1991–1990; recordes: 1869–2016) | Dados climatológicos para Nuwara Eliya (1991–1990; recordes: 1869–2016) | Dados climatológicos para Nuwara Eliya (1991–1990; recordes: 1869–2016) | Dados climatológicos para Nuwara Eliya (1991–1990; recordes: 1869–2016) |
| Mês                                                                                         | Jan                                                                     | Fev                                                                     | Mar                                                                     | Abr                                                                     | Mai                                                                     | Jun                                                                     | Jul                                                                     | Ago                                                                     | Set                                                                     | Out                                                                     | Nov                                                                     | Dez                                                                     | Ano                                                                     |
| ------------------------------------------------------------------------------------------- | ----------------------------------------------------------------------- | ----------------------------------------------------------------------- | ----------------------------------------------------------------------- | ----------------------------------------------------------------------- | ----------------------------------------------------------------------- | ----------------------------------------------------------------------- | ----------------------------------------------------------------------- | ----------------------------------------------------------------------- | ----------------------------------------------------------------------- | ----------------------------------------------------------------------- | ----------------------------------------------------------------------- | ----------------------------------------------------------------------- | ----------------------------------------------------------------------- |
| Temperatura máxima média (°C)                                                               | 20,0                                                                    | 21,2                                                                    | 22,5                                                                    | 22,8                                                                    | 21,3                                                                    | 18,9                                                                    | 18,5                                                                    | 18,7                                                                    | 19,2                                                                    | 19,8                                                                    | 19,8                                                                    | 19,4                                                                    | 20,2                                                                    |
| Temperatura média (°C)                                                                      | 14,7                                                                    | 15,3                                                                    | 16,3                                                                    | 17,1                                                                    | 17,1                                                                    | 16,1                                                                    | 15,7                                                                    | 15,7                                                                    | 15,7                                                                    | 15,8                                                                    | 15,6                                                                    | 15,2                                                                    | 15,9                                                                    |
| Temperatura mínima média (°C)                                                               | 9,4                                                                     | 9,4                                                                     | 10,2                                                                    | 11,4                                                                    | 12,8                                                                    | 13,3                                                                    | 12,8                                                                    | 12,7                                                                    | 12,3                                                                    | 11,9                                                                    | 11,5                                                                    | 11,0                                                                    | 11,6                                                                    |
| Temperatura mínima recorde (°C)                                                             | −2,6                                                                    | −2,5                                                                    | −1,9                                                                    | 0,8                                                                     | 0,8                                                                     | 6,4                                                                     | 6,0                                                                     | 5,1                                                                     | 5,0                                                                     | 1,2                                                                     | 1,4                                                                     | −1,1                                                                    | −2,6                                                                    |
| Dias com precipitação                                                                       | 8                                                                       | 7                                                                       | 8                                                                       | 13                                                                      | 13                                                                      | 16                                                                      | 17                                                                      | 16                                                                      | 15                                                                      | 18                                                                      | 17                                                                      | 15                                                                      | 163                                                                     |
| Humidade relativa (%)                                                                       | 83                                                                      | 79                                                                      | 78                                                                      | 84                                                                      | 86                                                                      | 87                                                                      | 87                                                                      | 85                                                                      | 86                                                                      | 86                                                                      | 85                                                                      | 85                                                                      | 85                                                                      |
| Insolação (h)                                                                               | 167,4                                                                   | 163,9                                                                   | 198,4                                                                   | 156,0                                                                   | 102,3                                                                   | 84,0                                                                    | 68,2                                                                    | 74,4                                                                    | 87,0                                                                    | 117,8                                                                   | 123,0                                                                   | 142,6                                                                   | 1 485                                                                   |
| Fontes: NOAA, OMM (precipitação), DWD (humidade e sol, 1931–1960) e Meteo Climat (recordes) |                                                                         |                                                                         |                                                                         |                                                                         |                                                                         |                                                                         |                                                                         |                                                                         |                                                                         |                                                                         |                                                                         |                                                                         |                                                                         |

## Festivais

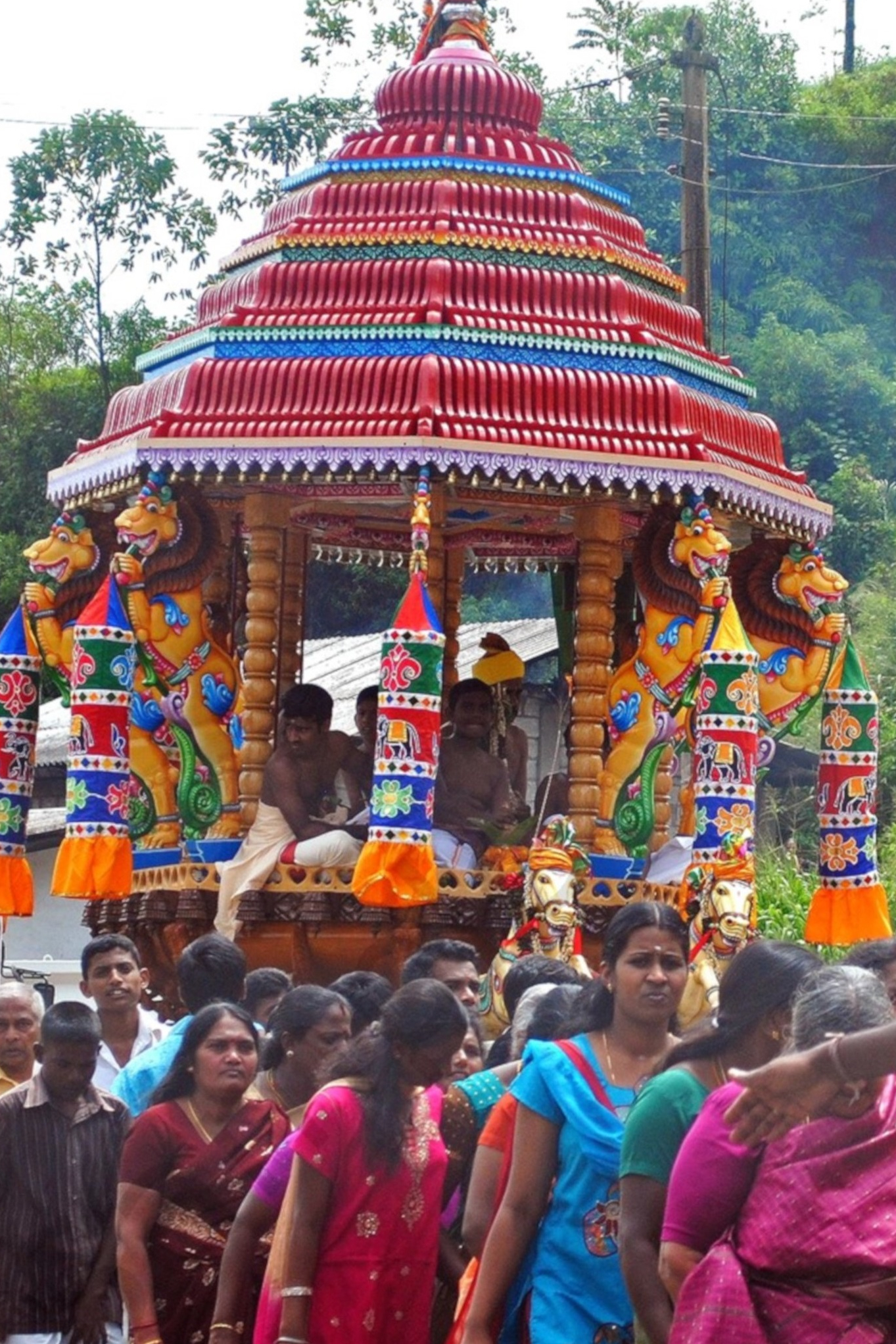
Procissão hindu em Nuwara Eliya

A cidade regista grande animação em abril, durante as festividades do Ano Novo cingalês e tamile, época em que se enche de visitantes. A estação festiva começa no dia 1 de abril com uma cerimónia que consiste principalmente num espetáculo de bandas musicais, em que participam as bandas de todas as escolas locais.
As atrações durante abril incluem corridas de automóveis e de cavalos. As corridas mais populares motorizadas são as de Mahagastotte e a Radella Hill Climb, esta última realizada desde 1934. A Nuwara Eliya Road Race e a 4X4 Lake Cross, realizadas nas margens do lago Gregory também atraem muitos espectadores. Um dos pontos altos da estação de Ano Novo é a Taça do Governador, uma corrida de cavalos de nove furlongs (1 811 m) realizada no único hipódromo ainda ativo no Seri Lanca. Outros eventos relevantes são torneios de golfe no Nuwara Eliya Golf Club e um espetáculo de flores que ocorre no fim do mês. Todas as noites há festas nos hotéis.

## Atrações
As atrações incluem o campo de golfe, pesca de truta, passeios de barco e pesca no lago Gregory e o Parque Vitória. Este é popular entre os observadores de aves nas alturas mais calmas porque oferece boas oportunidades para ver algumas espécies como o pisco-azul-indiano (Larvivora brunnea), o tordo-pintado (Geokichla wardii) ou o tordo-dourado (Zoothera dauma), à espreita na vegetação rasteira mais densa, ou ainda o papa-moscas-de-Cachemira (Ficedula subrubra).
O Parque Nacional de Galwaysland, situado perto de lago Gregory, poucos km a leste da cidade, é uma área de floresta montana densa. Tem 29,24 ha de área e é o habitat de muitas espécies de aves e mamíferos endémicas do Seri Lanca.
A cidade é usada como base para visitantes do Parque Nacional de Horton Plains, uma importante área de vida selvagem numa zona de floresta de altitude e pradarias de montanha, que é habitat, entre outros, de leopardos (Panthera pardus), sambares (Rusa unicolor) e langures-de-face-roxa (Semnopithecus vetulus), este endémico do Seri Lanca. As espécies endémicas de aves de montanha presentes no parque incluem o papa-moscas-do-Ceilão (Eumyias sordidus), o bulbul-orelhudo (Pycnonotus penicillatus) e o Zosterops ceylonensis. Um dos locais mais visitados dos planaltos de Horton é o World's End ("Fim do Mundo"), um precipício quase vertical com 1 050 m de altura, de cujo cimo a vista é deslumbrante no início da amanhã, antes da névoa cobrir a paisagem. O trilho do World's End passa pelas famosas cataratas Baker.

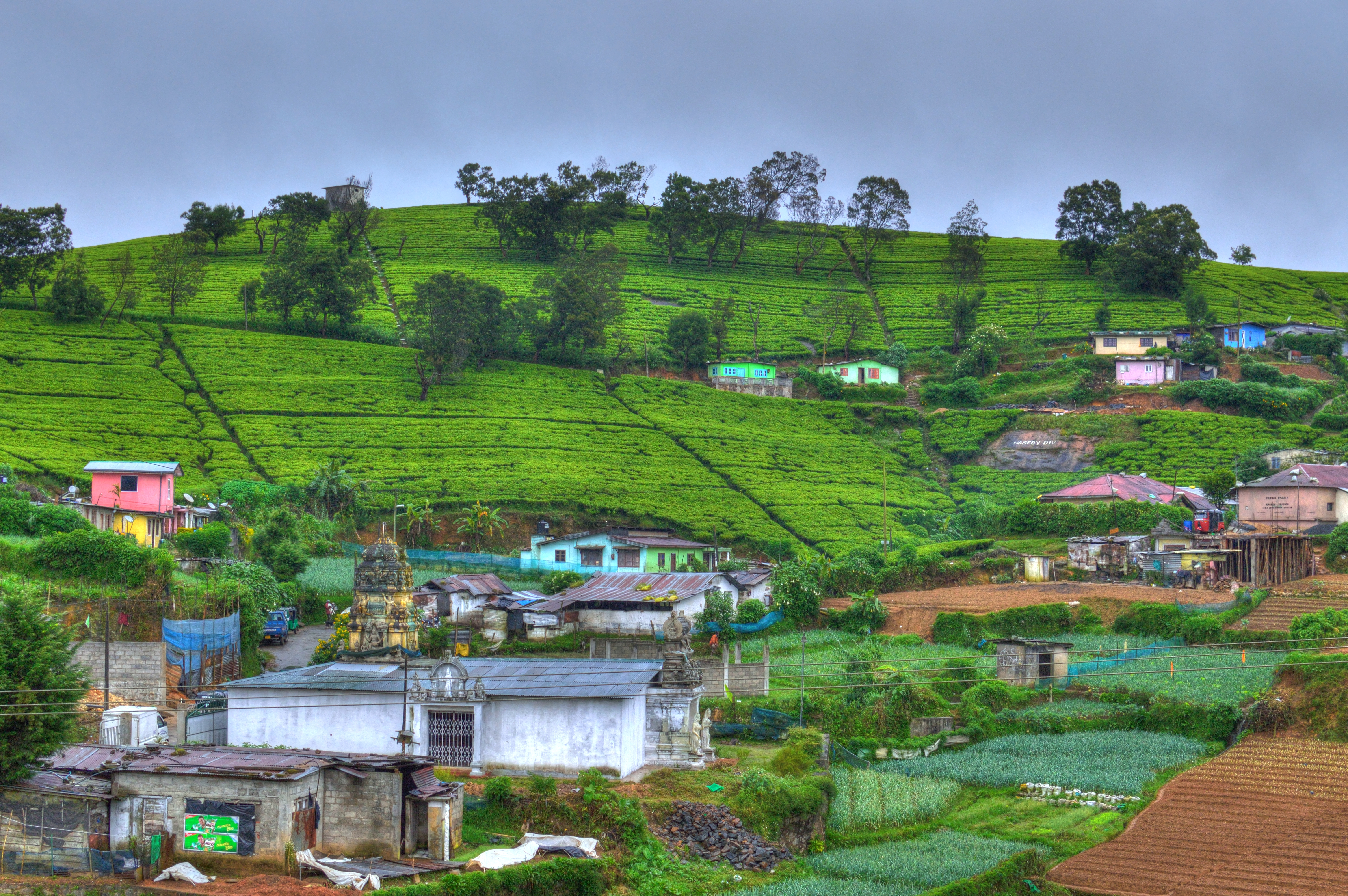
Campos agrícolas nos arredores da cidade

Outra queda de água que é considerada uma as atrações de Nuwara Eliya é o Lovers Leap ("Salto dos Amantes"), situado entre plantações de chá, a curta distância da cidade, na qual a água cai de 30 m de altura numa longa cascata. Segundo a tradição, o nome deve-se a um jovem casal que decidiu unir-se para sempre atirando-se do penhasco para a morte.
Uma das características distintivas da áreas rurais de Nuwara Eliya é o cultivo generalizado de hortaliças, frutas e flores geralmente mais associadas à Europa temperada do que a regiões tropicais, o que contribui para o cognome de "Pequena Inglaterra". Por todo o lado há numerosos socalcos plantados com batata, cenoura, alho-porro e rosas, intercalados com arbustos de chá nas encostas mais íngremes. As plantas de chá de crescimento lento desta região montanhosa produzem um dos melhores chás Orange Pekoe do mundo. Várias fábricas locais de chá oferecem visitas guiadas e provas dos seus produtos.
O templo hindu de Sita Amman, situado na aldeia de Sita Eliya, a 5 km Nuwara Eliya é alegadamente o único templo do mundo dedicado à deusa Sita, esposa de Rama. O templo está ligado ao episódio do Ramáiana do rapto de Sita pelo demónio Ravana, rei de Lanca, e ao resgate de Sita por Hanuman, pois acredita-se que o templo está construído no local onde Sita esteve presa, o Aśokāvāṭikā (bosque ou jardim Ashoka). Junto ao templo de Sita há um templo dedicado a Hanuman. Ambos os templos foram reconstruídos e ampliados no final do século XX no estilo dos templos hindus modernos do sul da Índia (kovil). Junto ao templo há um regato que se diz ser onde Sita tomava banho enquanto esteve presa e na margem há depressões provocadas pela erosão que alguns acreditam ser pegadas do elefante de Ravana e outros que são pegadas de Hanuman.
O Jardim Botânico de Hakgala, o segundo maior jardim botânico do Seri Lanca, situa-se a menos de 10 km a norte de Nuwara Eliya, junto à Reserva natural integral de Hakgala e ao templo de Sita Amman. Foi fundado em 1861 por George Henry Kendrick Thwaites como campo experimental de cultivo de cinchonam depois foi uma plantação de chá até ser transformado em jardim em 1884. Segundo a tradição, a área de Hakgala era parte do Aśokāvāṭikā.
A Igreja da Santa Trindade é um templo  anglicano que foi construído pela guarnição britânica local e foi inaugurada em 1852. Junto dela há um antigo cemitérios onde a maior parte das campas tem nomes britânicos. Num dos cantos do campo de golfe há uma lápide funerária do major, um agente do governo (governador) do distrito de Badulla que é famoso por ter matado pelo menos 1 400 elefantes selvagens. Segundo uma lenda local, todos os anos a lápide é atingida por relâmpagos devido a esse grande pecado. O local não está acessível a visitantes.

## Transporte
A estação ferroviária mais próxima de Nuwara Eliya é em Nanu Oya, a cerca de 8 km da cidade. Em 2011 foi anunciada a abertura dum serviço de táxi aéreo, operado por hidroaviões que voam entre uma hidrobase no lago Gregory e Peliyagoda, um subúrbio de Colombo.

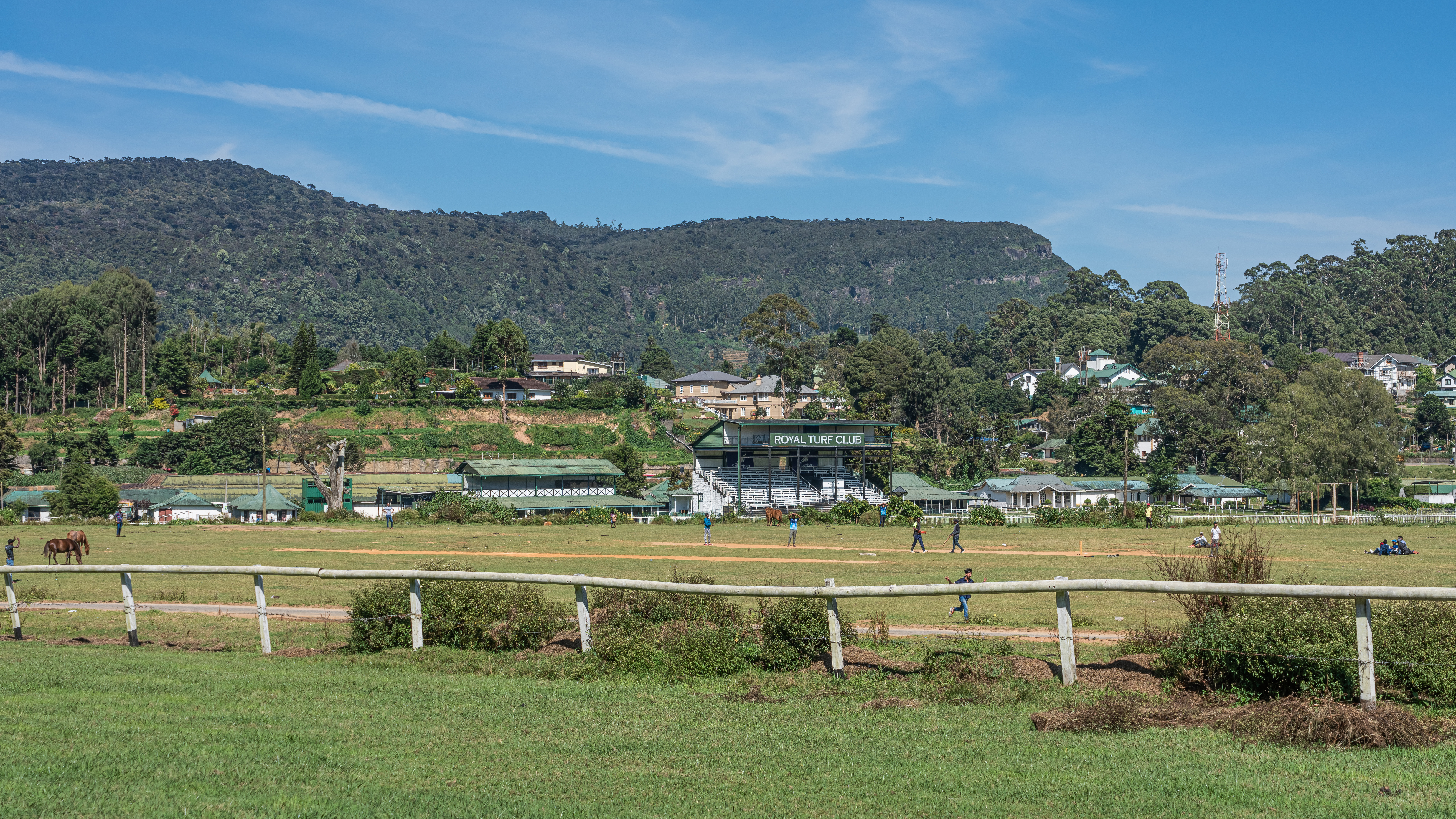
Hipódromo
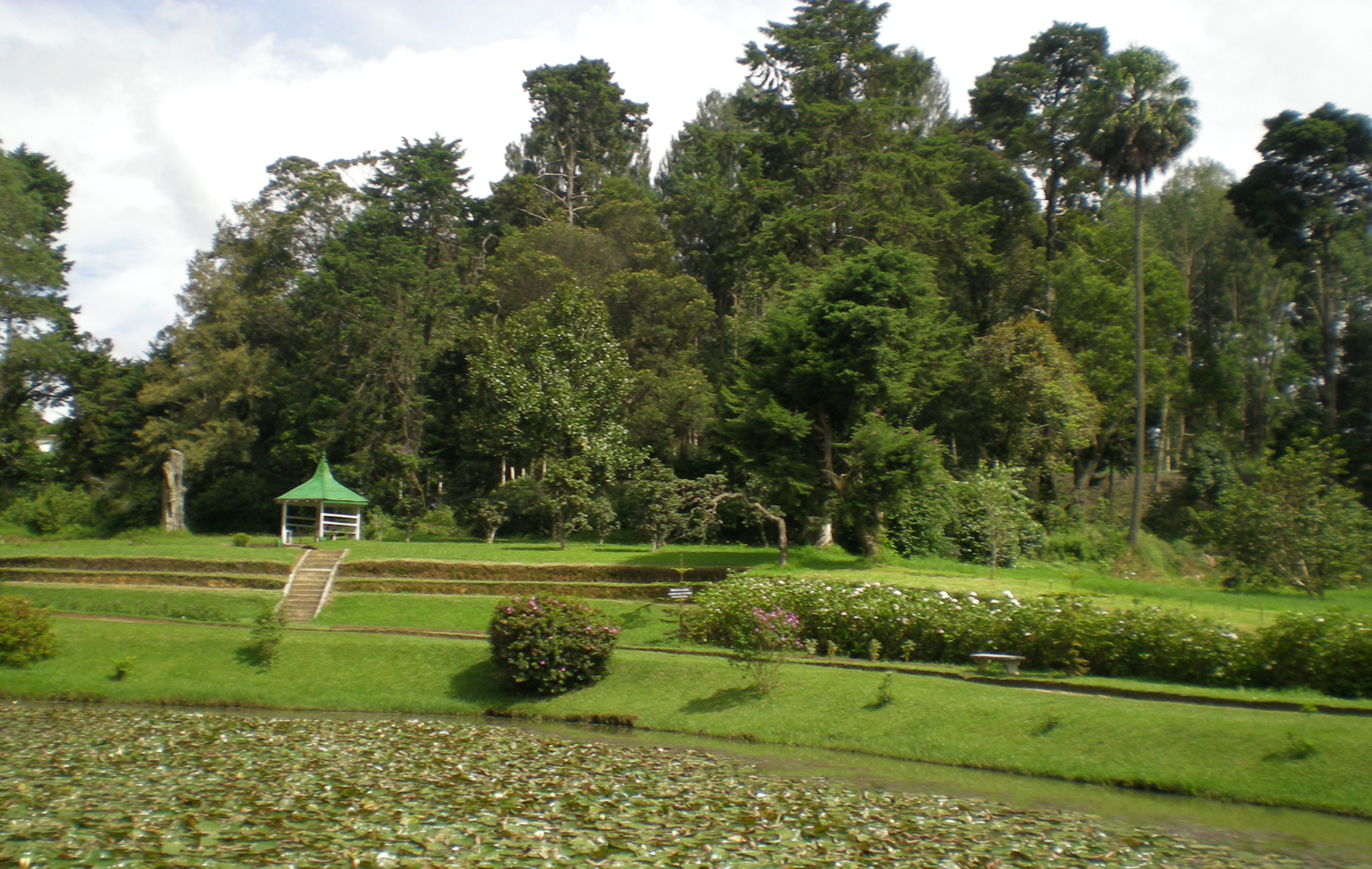
Parque Vitória
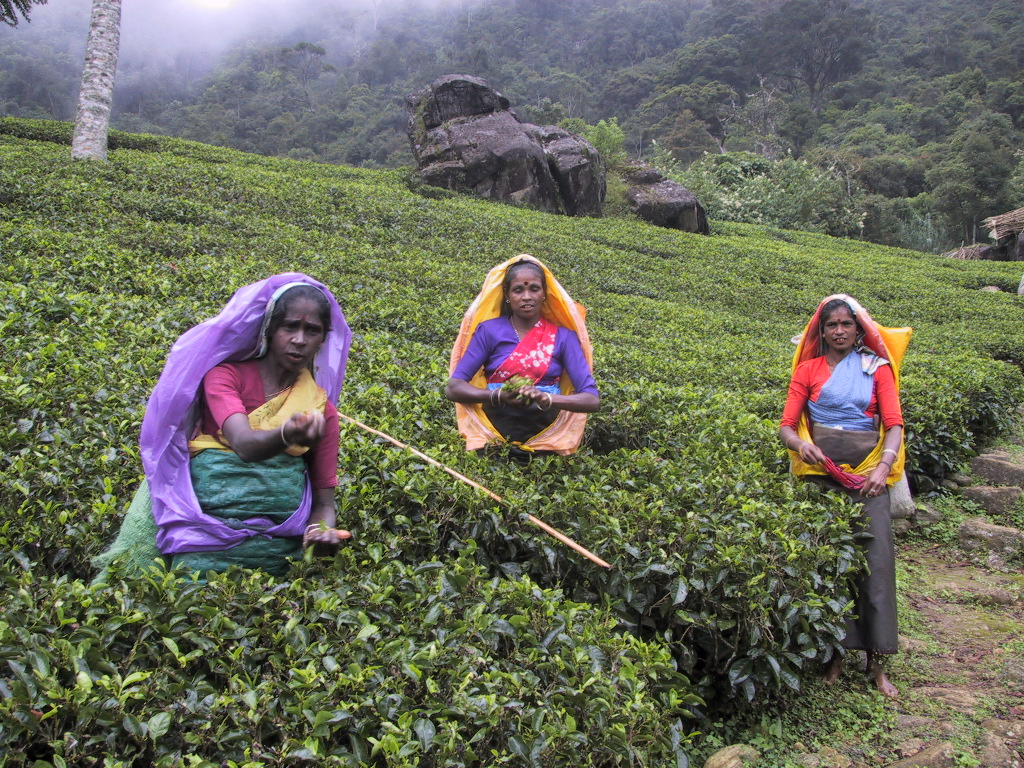
Apanhadoras de chá
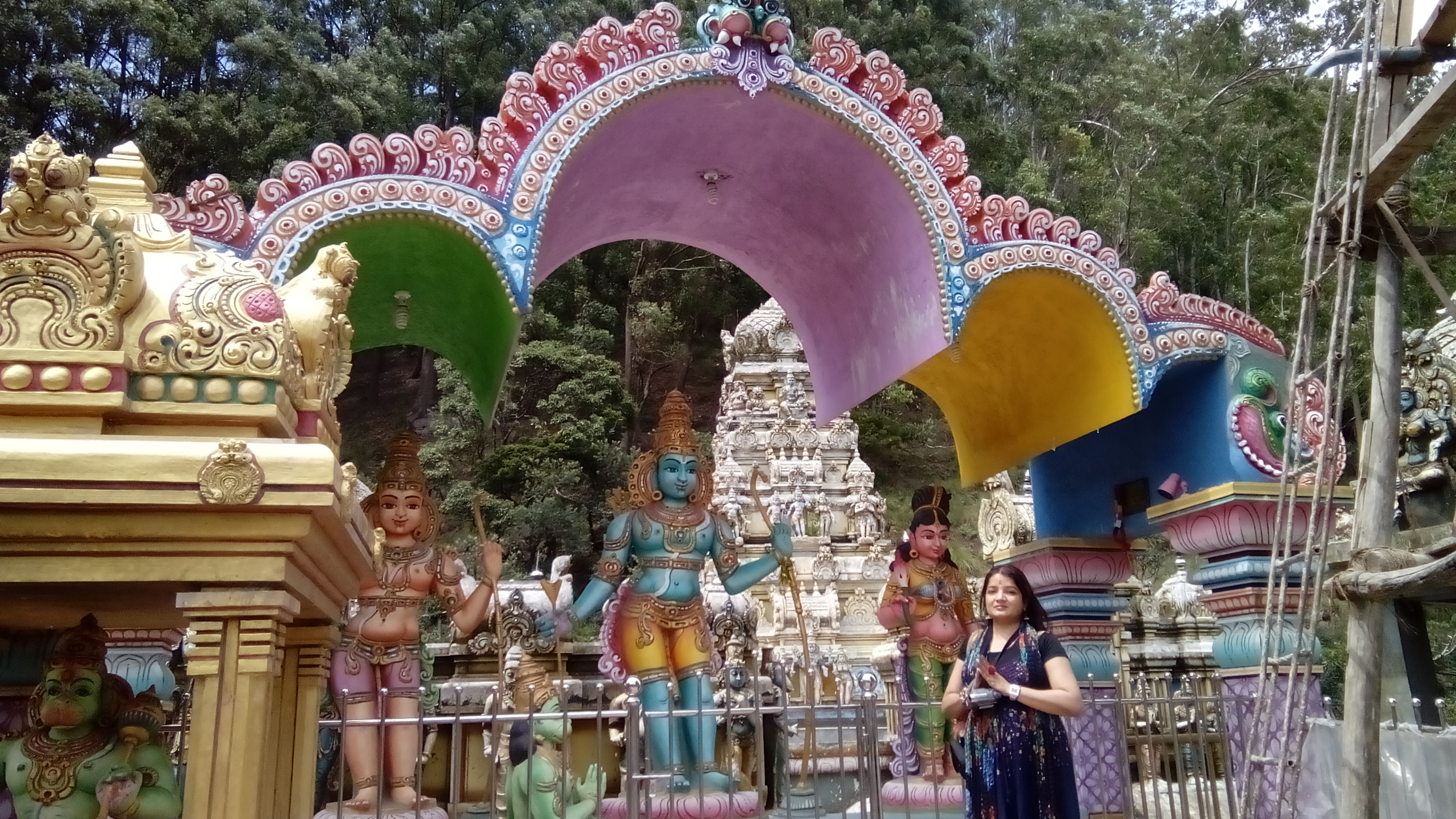
Templo de Sita Amman